# SC Maria Saal
SC Maria Saal – austriacki klub szachowy z siedzibą w Marii Saal, mistrz kraju z 2016 roku.

## Historia
Klub został założony w 1964 roku jako sekcja szachowa SK Maria Saal. W 2005 roku szachiści klubu uzyskali awans do Bundesligi. W 2007 roku uzyskano trzecie miejsce w lidze. W 2012 roku klub usamodzielnił się. W latach 2013 i 2015 klub został wicemistrzem Austrii.  W sezonie 2015/2016 uzyskano tytuł mistrza kraju. Zawodnikami klubu byli wówczas m.in. Markus Ragger, Richárd Rapport, Duško Pavasovič, Borki Predojević, Rainer Buhmann, Alexander Naumann i Marko Tratar. W późniejszych latach jeszcze trzykrotnie, w latach 2018–2020, SC Maria Saal zostawał wicemistrzem kraju.

## Arcymistrzowie w historii klubu
- Rainer Buhmann[4]
- Dmitrij Bunzmann[5]
- Pentala Harikrishna[6]
- Alexander Naumann[7]
- David Navara[8]
- Duško Pavasovič[5]
- Borki Predojević[9]
- Markus Ragger[10]
- Richárd Rapport[11]
- Marko Tratar[12]